# Moravička Sela
Moravička Sela su naselje u Hrvatskoj u općini Brod Moravice. Nalaze se u Primorsko-goranskoj županiji.

## Zemljopis
Sjeverno su Goliki i Gornji Šajn, sjeverozapadno su Pauci i Podstene, zapadno je Zahrt, istočno su Delači i Maklen, južno je Lokvica, jugozapadno je Čučak, jugoistočno su Brod Moravice. 

## Stanovništvo
| broj stanovnika | 144   | 154   | 149   | 144   | 135   | 130   | 98    | 128   | 116   | 108   | 115   | 87    | 80    | 78    | 50    | 51    | 37    |
|                 | 1857. | 1869. | 1880. | 1890. | 1900. | 1910. | 1921. | 1931. | 1948. | 1953. | 1961. | 1971. | 1981. | 1991. | 2001. | 2011. | 2021. |